# 楊念慈
楊念慈（1922年1月2日—2015年5月20日），是1949年來台作家、教師。祖居中國山東省城武縣，寄籍濟南。筆名楊柳岸、楊葉、孫家禔。西北師範學院國文系肄業，中央軍校第18期步科畢業。1941年起開始發表作品。1949年間來台，曾任《自由青年》期刊編輯。1953年後開始在台中擔任教職，期間創作出許多代表作品，如《廢園舊事》、《黑牛與白蛇》、《少年十五二十時》、《大地蒼茫》。
楊念慈創作主題多與懷鄉、忠孝節義有關，類型包含新詩、散文、小說，他的創作觀強調「讀下去有味道」，主張「要從內部熬練出來，不可取巧，不要畏懼材料粗糙」。 曾獲中國文藝協會第一屆小說類獎章、教育部文藝獎等獎項。

## 生平
楊念慈生於1922年1月5日，祖居中國山東省城武縣，寄籍濟南。1937年15歲初中畢業，適逢蘆溝橋事變，隔年家鄉成為日軍佔領區。期間他考上國立湖北中學（流亡學校）就讀，不久即因戰亂被迫離家，開始逃亡。在1942年西北師院國文系肄業後投筆從戎，1944年正式考入中央軍校受訓，服役九年半。期間隨部隊駐防河南商城:221，亦曾參與前線作戰，經歷中日戰爭、國共內戰。即使出身行伍，楊念慈1940年代在軍中，就常在朱光潛主辦的《文學雜誌》發表新詩:221，也在 《大公報》發表詩作，並於1948年擔任河南開封《征輪雜誌》編輯。:49
1949年隨國民政府撤退來台，於軍中擔任排長、連長，並兼任中國國民黨刊物《自由青年》的編輯。來台後，楊念慈居住於今臺北市林森北路與南京東路交叉口的木板屋「日本公墓」，開始三年半的職業作家生活。《陋巷之春》便描出此處正由里的戰後新移民社區。期間常發表詩作、散文、小說於報刊，包括《自立晚報．新詩週刊》、《中央日報．副刊》、《文壇》等，因創作形式多元，中國文藝協會理事季薇戲稱之「鬼才怪物」。:39-40
1953年，楊念慈搬至台中，進入教育界服務，先後任教於員林實驗中學、省立中興中學，1964年於台中一中擔任國文教師，1975年任教於曉明女中。1976年起擔任中興大學中文系講師、副教授:223；在此期間創作出許多代表作品，如《廢園舊事》、《黑牛與白蛇》、《少年十五二十時》、《大地蒼茫》等。楊念慈育有一子楊照一女楊明，後者為現職作家。2015年楊念慈於台中病逝，享壽93歲。

## 作品與特色
楊念慈早期創作多為新詩和散文， 其散文作品包含懷想故鄉人事及日常生活瑣事，如《狂花滿樹》。後期以小說為主，主題多談論懷鄉、忠孝節義與戰時戰事，如1962年出版的《廢園舊事》、1980 年的《少年十五二十時》等。此外，其小說創作技巧受中國古典章回小說的影響，偏重於角色形象的描寫，敘述人物時多以鄉人慣用的綽號代替本名，並帶有鄉野英雄傳奇的濃郁色彩。

### 詩
《牧歌》（中國：河南中國文化服務社，1948）

### 兒童文學
《愛的畫像》（台中：台灣省政府教育廳，1971）

### 散文
《狂花滿樹》（台北：九歌，1980）

### 小說

#### 短篇小說集
《陋巷之春》（高雄：大業，1955）
《金十字架》（虎尾：新新文藝社，1955）
《金十字架》（台北：新新文藝，1956）
《暖葫蘆兒》（台北：東海，1965）
《風雪桃花渡》（台北：立志出版社，1969；再版，台北：水芙蓉，1975）
《老樹濃蔭》（台北：愛眉文藝出版社，1970）
《恩愛》（台北：愛眉文藝出版社，1971）
《楊念慈自選集》（台北：黎明出版社，1977）

#### 中篇小說
《殘荷》（高雄：大業，1954）
《薄薄酒》（台北：世界文物出版社，1979）

#### 長篇小說
《落日》（高雄：大業，1956）
《罪人》（高雄：大業，1960）
《十姊妹》（高雄：大業，1961）
《廢園舊事》（台北：文壇社，1962；再版，台北：麥田，2000）
《黑牛與白蛇》（高雄：大業，1963；再版，台北：皇冠，1970；三版，台北：麥田，2000）
《犛牛之子》（台中：台灣省政府新聞處，1967）
《巨靈》（台北：立志出版社，1970）
《少年十五二十時》（台北：皇冠出版社，1980；台北：釀出版，2012）
《大地蒼茫》（台北：三民書局，2007）

## 評價
作家尉天驄曾評價楊念慈創作流露真情，其長篇小說如《廢園舊事》、《黑牛與白蛇》是「少見能夠呈現出時代砲火下，北方農村真實面貌的作品」。逢甲大學中文系教授張瑞芬亦評價楊念慈為天生說故事的高手，小說佈局懸疑、人物性格到位，語言生猛鮮活，類似電影的運鏡手法，戲劇張力極強。
就台灣文學懷鄉書寫的貢獻上，齊邦媛指出：「潘人木的《漣漪表妹》、潘壘的《紅河三部曲》、王藍的《藍與黑》、彭歌的《落月》、楊念慈、尼洛、田原、墨人、姜穆等人的小說都為當年的反共懷鄉文學開拓了寬廣的領域。」

## 榮譽
1960，中國文藝協會小說獎章（第一屆）
1969，教育部文藝獎

## 相關研究與書目
曾詩頻，《楊念慈小說中家園主題之研究》，國立中央大學中國文學研究所碩士論文， 2004年。
楊明，《鄉愁美學：1949年大陸遷台作家的懷鄉文學》，台北：秀威資訊科技股份有限公司，2010年。